# Humberto Machacón
Humberto Junior Machacón Cabrera (Barranquilla, 5 de octubre de 1989) es un jugador profesional de voleibol de Colombia.
Machacón juega en la posición de auxiliar en la selección nacional de su país y actualmente en el club TSV Herrsching en la liga de voleibol de Alemania. 

## Carrera
Comenzó su carrera en la Liga Vallecaucana de Voleibol en Cali, Colombia.  A la edad de 21 años fue contratado como "promesa del voleibol colombiano" para disputar la Superliga masculina de voleibol de España, donde quedó campeón de España y ganador de la Copa del Rey con el club CV Teruel.  Después jugó en otras ligas europeas como Grecia, Polonia y Turquía. En 2018 fue contratado por TSV Herrsching.  
Machacón ha sido integrante de la Selección masculina de voleibol de Colombia desde su juventud. Participó y ganó medallas en numerosos torneos internacionales con la selección, entre ellos los Juegos Suramericanos, los Juegos Bolivarianos, el Campeonato Sudamericano  y los Juegos Centroamericanos.